# Jordi Bonastre
Jordi Bonastre Company, né le 7 août 2000 en Espagne, est un joueur de hockey sur gazon espagnol. Il évolue au poste de milieu de terrain à l'Atlètic Terrassa et avec l'équipe nationale espagnole,.
Il participe à la Ligue professionnelle 2021-2022.